# Naṣīr al-Dīn al-Ṭūsī
Naṣīr al-Dīn al-Ṭūsī, na Západě známý jako Tusi, celým jménem Muḥammad ibn Muḥammad ibn al-Ḥasan al-Ṭūsī (persky بن الحسن طوسی‎; 18. února 1201 Ṭūs, Írán — 26. června 1274 Bagdád, Irák), byl perský učenec azerského původu, který zasáhl do mnoha oborů: architektury, astronomie, biologie, chemie, matematiky, fyziky, filozofie i teologie.
Nábožensky byl nejprve šíitský sedmík, později šíitský dvanáctník. Napsal 150 děl, 25 z nich v perštině, zbytek v arabštině. K nejoceňovanějším patří jeho příspěvky k trigonometrii, shrnuté zejména v knize Kitāb al-Shakl al-qattā, a jeho pojednání o astrolábu al-Risalah al-Asturlabiyah. Jeho biologická práce Akhlaq-i-Nasri je považována za první příspěvek k teorii evoluce živočišných druhů.